# Chaîne de télévision locale

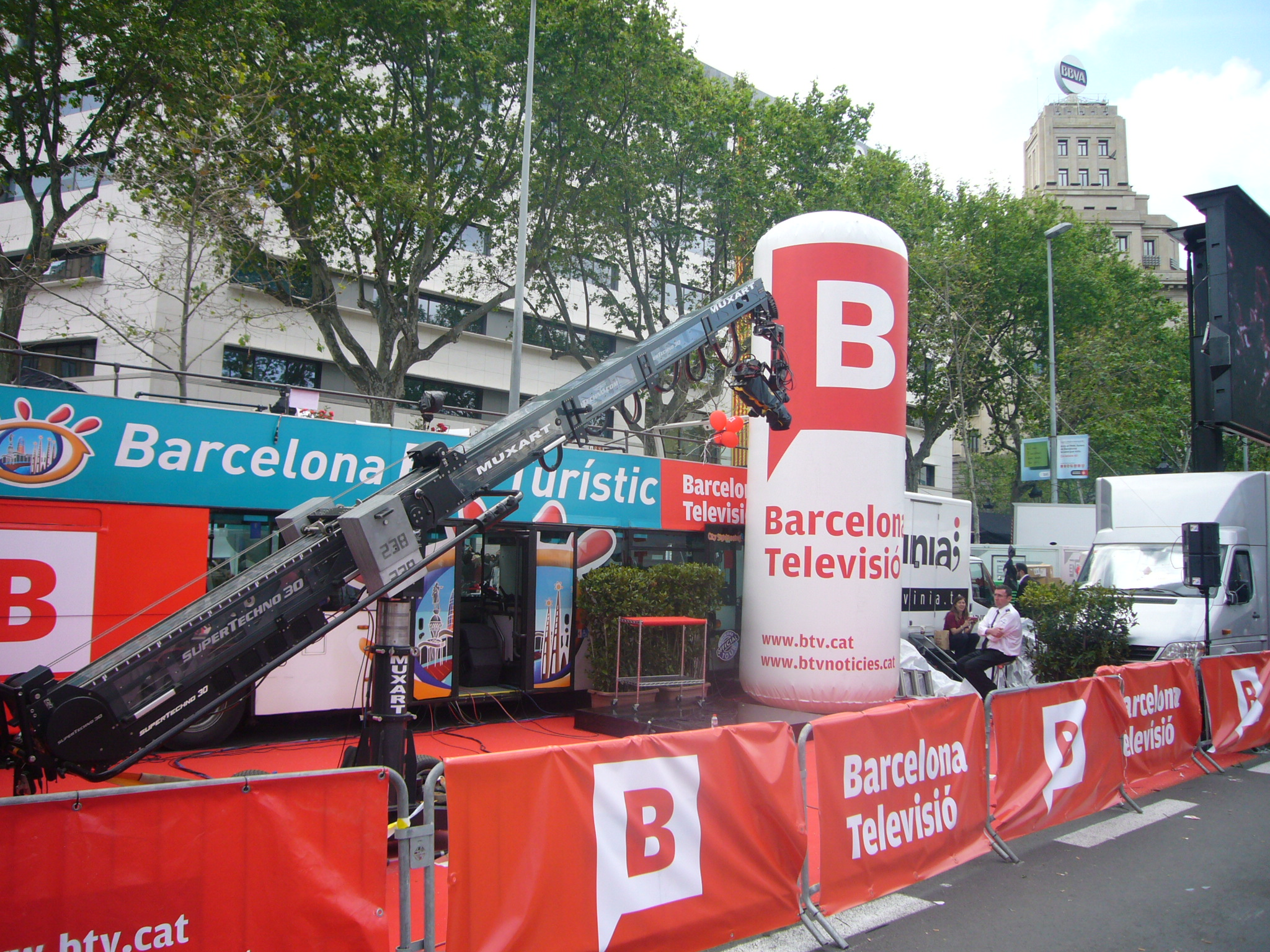
Chaine de télévision locale Barcelona Televisió

Une chaîne de télévision locale est une chaîne de télévision qui n'a l'autorisation légale d'émettre ses programmes que sur un territoire restreint par rapport à l'ensemble du pays, tel qu'une ville et ses alentours, ou une région. Toutefois, les diffusions par câble permettent aujourd'hui aux télévisions locales de diffuser leurs programmes sur l'ensemble du territoire.

## En France
En France, les chaînes de télévision locale ont été autorisées d'émettre en France métropolitaine par le CSA en 1987. Des chaînes locales existent également dans la France d'outre-mer. Elles sont souvent associatives.
La chaîne publique France 3 possède également des décrochages locaux au sein de son antenne nationale.

## En Suisse
En Suisse, les chaînes de télévision locale sont divisées en deux catégories. Premièrement, il y a les chaînes au service d'une concession de l'Office fédéral de la communication (OFCOM). La loi oblige ces chaînes à respecter un mandat de prestations notamment dans le cadre de l'information de proximité qu'elles offrent. Elles touchent une quote-part de la redevance nationale et leurs zones de desserte est réglementé par l'OFCOM.
Deuxièmement, il y a les chaînes qui n'ont pas de concession de l'OFCOM. Ces chaînes s'organisent comme elles l'entendent mais ne touchent aucune subvention publique, leur seule obligation est de s'annoncer auprès de l'OFCOM.